# Rosélite
La rosélite est une espèce minérale rare de la famille des arséniates, de formule Ca2(Co,Mg)(AsO4)2·2(H2O).

## Historique de la description et appellations

### Inventeur et étymologie
La rosélite a été décrite par le minéralogiste français Armand Lévy en 1824, qui l'a dédiée au minéralogiste allemand Gustav Rose.

### Topotype
Le topotype se trouve à la mine Rappold à Schneeberg, dans les monts Métallifères, en Allemagne.

## Caractéristiques physico-chimiques

### Critères de détermination
Les cristaux de rosélite se présentent sous forme de prismes courts d'axe [001] ou, plus rarement, tabulaires épais avec des faces {001}. D'éclat vitreux, transparente à translucide, la rosélite est de couleur rose-rouge à rose. Son trait est rouge pâle.
Le faciès de la rosélite est caractérisé par des cristaux allongés selon la direction 100], montrant les faces {011}, {111}, {010} et {110}. Les cristaux peuvent atteindre une taille de 1,3 cm.

### Cristallochimie
La rosélite et la β-rosélite sont deux dimorphes de formule Ca2(Co,Mg)(AsO4)2·2(H2O).
La rosélite sert de chef de file à un groupe de minéraux qui porte son nom, le groupe de la rosélite, noté 40.02.03 selon la classification de Dana : il s'agit d'un phosphate hydraté (40) de formule chimique A2+(B2+)2(XO4)2·x(H2O) (40.02). Selon la classification de Strunz, la rosélite appartient au groupe 08.CG.10 des phosphates, arséniates et vanadates (VII) hydratés et sans anion supplémentaire (08.C) avec des cations de petite et moyenne taille et un rapport (XO4):(H2O) égal à 1:1 (08.CG). Le groupe de la rosélite selon Dana ne contient pas la β-rosélite mais comprend la manganlotharmeyerite (it).
| Minéral        | Formule                  | Groupe ponctuel | Groupe d'espace |
| -------------- | ------------------------ | --------------- | --------------- |
| Brandtite (it) | Ca2(Mn2+,Mg)(AsO4)2·2H2O | 2/m             | P21/c           |
| Rosélite       | Ca2(Co,Mg)(AsO4)2·2(H2O) | 2/m             | P21/c           |
| β-Rosélite     | Ca2(Co,Mg)(AsO4)2·2(H2O) | 1 ou 1          | P1 ou P1        |
| Wendwilsonite  | Ca2(Mg,Co2+)(AsO4)2·H2O  | 2/m             | P21/c           |
| Zincrosélite   | Ca2Zn(AsO4)2·2H2O        | 2/m             | P21/c           |

La rosélite forme une série avec la wendwilsonite et est isostructurelle avec la brandtite.

### Cristallographie

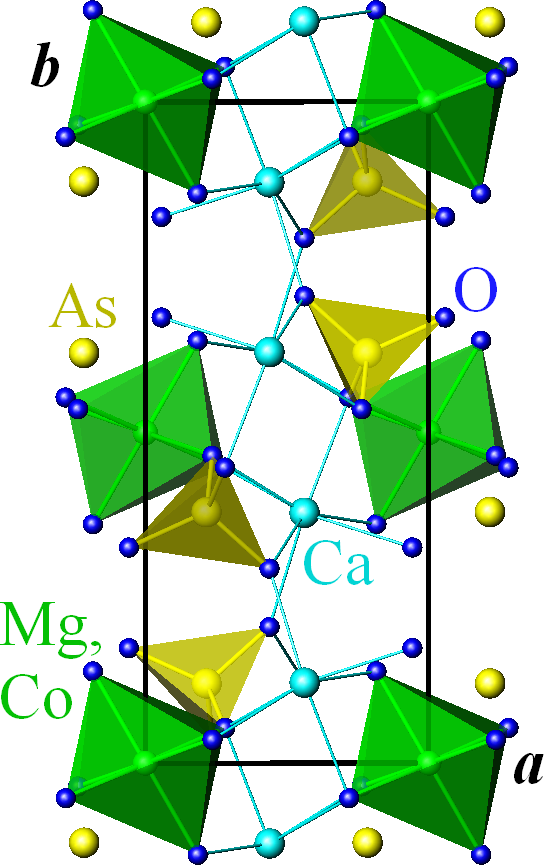
Structure de la rosélite, vue le long de la direction c. Vert : Mg et Co, cyan : Ca, jaune : As, bleu : O. Les atomes d'hydrogène ne sont pas représentés.

La rosélite cristallise dans le système cristallin monoclinique, avec le groupe d'espace P21/c (Z = 2 unités formulaires par maille conventionnelle). Les données suivantes concernent la rosélite de formule Ca2Mg0,485Co0,515(AsO4)2·2(H2O) :
- paramètres de la maille conventionnelle : {\displaystyle a} = 5,799 Å, {\displaystyle b} = 12,893 Å, {\displaystyle c} = 5,616 Å, β = 107,37° (volume de la maille V = 400,7 Å3) ;
- masse volumique calculée = 3,61 g/cm3.

Les cations Ca2+ ont une coordination 7 d'anions O2−, avec une longueur de liaison Ca-O moyenne de 2,44 Å.
Les cations Mg2+ et Co2+ sont distribués sur un site d'occupation mixte et ont une coordination 6 d'anions O2−. Leur polyèdre de coordination est un octaèdre déformé (Co,Mg)O6, avec une longueur de liaison (Co,Mg)-O moyenne de 2,10 Å et des angles de liaison O-(Co,Mg)-O entre 83,22° et 96,78°. Les octaèdres (Co,Mg)O6 partagent leurs sommets avec quatre tétraèdres AsO4 et quatre arêtes avec quatre groupes CaO7.
Les cations As5+ ont une coordination 4 tétraédrique d'anions O2−, avec une longueur de liaison As-O moyenne de 1,69 Å. Les tétraèdres AsO4 partagent leurs sommets avec cinq groupes CaO7 et deux octaèdres (Co,Mg)O6. Ils partagent une arête avec un groupe CaO7.
La position des protons H+ des molécules d'eau n'a pas été déterminée dans cette structure.

## Gîtes et gisements

### Gîtologie et minéraux associés
La rosélite apparaît dans les gisements hydrothermaux de cobalt.
Les minéraux associés sont :
- la talmessite (en) (Bou Azzer, Maroc) ;
- le quartz et calcédoine dans le gisement topotype (Schneeberg, Allemagne)[6].

### Gisements producteurs de spécimens remarquables
- Allemagne

Mine de Rappold à Schneeberg, dans les monts Métallifères, Saxe (topotype)
- Canada

Mine Silvana, Sandon, Slocan Mining Division, Colombie-Britannique
- Italie

Punta Corna - Torre di Ovarda Mines, Usseglio, Vale di Lanzo, Sesia-Lanzo, Province de Turin, Piémont
- Maroc

Veine No. 2, Bou Azzer, district de Bou Azzer, Tazenakht, province de Ouarzazate, région de Souss-Massa-Draâ